# 兰塔迪利亚
兰塔迪利亚，是西班牙卡斯蒂利亚-莱昂帕伦西亚省的一个市镇。 总面积29平方公里，总人口466人（2001年），人口密度16人/平方公里。